# Villejuif - Paul Vaillant-Couturier (metrostation)
Villejuif – Paul Vaillant-Couturier er en metrostation i kommunen Villejuif i Paris og ligger på metrolinje 7's sydlige sidelinje mod Villejuif - Louis Aragon. Den blev åbnet 28. februar 1985.
Stationen er opkaldt efter den kommunistiske journalist og redaktør Paul Vaillant-Couturier (1892-1937).
Nær stationen ligger Paul-Brousse-hospitalet.

## Trafikforbindelser
- Bus:  RATP   .
- Noctilien, STIF, RATP og Transiliens Parisiske natbusnet: